# Jozef Štrauch
Jozef Štrauch (28. února 1928 Smižany – 2008, Spišská Nová Ves)) byl slovenský a československý architekt, politik Komunistické strany Slovenska a poúnorový poslanec Národního shromáždění ČSR.

## Biografie
Ve volbách roku 1954 byl zvolen za KSS do Národního shromáždění ve volebním obvodu Gelnica. V parlamentu setrval do konce funkčního období, tedy do voleb roku 1960.
K roku 1954 se profesně uvádí jako technik ve strojírnách v obci Prakovce. Později působil jako stavební inženýr a architekt a zanechal výrazné stopy v stavebním rozvoji regionu Spiše. Začínal jako vedoucí odboru územního plánování stavebního řádu, později pracoval v útvaru hlavního architekta okresu Spišská Nová Ves.